# Dyskografia Billie Eilish

## Dyskografia
Dyskografia Billie Eilish obejmuje trzy albumy studyjne, jeden album koncertowy, sześć minialbumów, 36 singli i 31 teledysków.

## Albumy

### Albumy studyjne
| Rok  | Album | Najwyższa pozycja na listach | Najwyższa pozycja na listach | Najwyższa pozycja na listach | Najwyższa pozycja na listach | Najwyższa pozycja na listach | Najwyższa pozycja na listach | Najwyższa pozycja na listach | Najwyższa pozycja na listach | Najwyższa pozycja na listach | Najwyższa pozycja na listach | Najwyższa pozycja na listach | Najwyższa pozycja na listach | Najwyższa pozycja na listach | Sprzedaż | Certyfikat |
| Rok  | Album | US                           | AUS                          | AUT                          | BEL (FL)                     | BEL (WA)                     | CAN                          | DEN                          | JPN                          | NOR                          | NZ                           | PL                           | SWE                          | UK                           | Sprzedaż | Certyfikat |
| ---- | --- | ---------------------------- | ---------------------------- | ---------------------------- | ---------------------------- | ---------------------------- | ---------------------------- | ---------------------------- | ---------------------------- | ---------------------------- | ---------------------------- | ---------------------------- | ---------------------------- | ---------------------------- | --- | --- |
| 2019 | When We All Fall Asleep, Where Do We Go? - Data wydania: 29 marca 2019 - Wytwórnia: Darkroom, Interscope - Format: CD, CC, digital download, streaming, LP, set box | 1                            | 1                            | 1                            | 1                            | 5                            | 1                            | 1                            | 11                           | 1                            | 1                            | 3                            | 1                            | 1                            | - USA: 4 000 000+ - UK: 900 000+ - MEX: 840 000+ - CAN: 560 000+ - AUS: 350 000+ - FRA: 300 000+ - GER: 225 000+ - ITA: 150 000+ - DAN: 120 000+ - POL: 100 000+ - NZL: 105 000+ | - USA: 4× platynowa płyta - UK: 3× platynowa płyta - MEX: 2× diamentowa + 4× platynowa płyta - CAN: 7× platynowa płyta - AUS: 5× platynowa płyta - FRA: 3× platynowa płyta - GER: 3× złota plyta - ITA: 3× platynowa płyta - DAN: 6× platynowa płyta - POL: diamentowa płyta - NZL: 7× platynowa płyta |
| 2021 | Happier Than Ever - Data wydania: 30 lipca 2021 - Wytwórnia: Darkroom, Interscope - Format: CD, CC, digital download, streaming, LP, set box                        | 1                            | 1                            | 1                            | 1                            | 1                            | 1                            | 1                            | 1                            | 1                            | 1                            | 1                            | 1                            | 1                            | - UK: 300 000+ - MEX: 210 000+ - CAN: 160 000+ - FRA: 200 000+ - GER: 100 000+ - POL: 80 000+ - AUS: 70 000+ - ITA: 50 000+ - NZL: 45 000+ - DAN: 40 000+                        | - UK: platynowa płyta - MEX: platynowa + złota płyta - CAN: 2× platynowa płyta - FRA: 2× platynowa płyta - GER: złota płyta - POL: 3× platynowa płyta - AUS: platynowa płyta - ITA: platynowa płyta - NZL: 3× platynowa płyta - DAN: 2× platynowa płyta                                                |
| 2024 | Hit Me Hard and Soft - Data wydania: 17 maja 2024 - Wytwórnia: Darkroom, Interscope - Format: CD, CC, digital download, streaming, LP                               |                              |                              |                              |                              |                              |                              |                              |                              |                              |                              |                              |                              |                              | - USA: 2 000 000+ - UK: 300 000+ - CAN: 240 000+ - FRA: 200 000+ - BRA: 160 000+ - GER: 150 000+ - POL: 90 000+ - AUS: 70 000+ - DAN: 60 000+ - ITA: 50 000+ - NZL: 45 000+      | - USA: 2× platynowa płyta - UK: platynowa płyta - CAN: 3× platynowa płyta - FRA: 2× platynowa płyta - BRA: diamentowa płyta - GER: platynowa plyta - POL: 3× platynowa płyta - AUS: platynowa płyta - DAN: 3× platynowa płyta - ITA: platynowa płyta - NZL: 3× platynowa płyta                         |

### Albumy koncertowe
| Rok  | Album                                                                                        |
| ---- | -------------------------------------------------------------------------------------------- |
| 2019 | Live at Third Man Records - Data wydania: 6 grudnia 2019 - Wytwórnia: Third Man - Format: LP |

## Minialbumy (EP)
| Rok  | Album | Najwyższa pozycja na listach | Najwyższa pozycja na listach | Najwyższa pozycja na listach | Najwyższa pozycja na listach | Najwyższa pozycja na listach | Najwyższa pozycja na listach | Najwyższa pozycja na listach | Najwyższa pozycja na listach | Sprzedaż | Certyfikat |
| Rok  | Album | POL                          | US                           | AUS                          | BEL (WA)                     | CAN                          | NZ                           | SWE                          | UK                           | Sprzedaż | Certyfikat |
| ---- | --- | ---------------------------- | ---------------------------- | ---------------------------- | ---------------------------- | ---------------------------- | ---------------------------- | ---------------------------- | ---------------------------- | --- | --- |
| 2017 | Don’t Smile at Me - Data wydania: 11 sierpnia 2017 - Wytwórnia: Darkroom, Interscope - Format: CD, digital download, CC, streaming, LP | 17                           | 14                           | 6                            | 10                           | 10                           | 3                            | 4                            | 12                           | - USA: 1 000 000+ - MEX: 690 000+ - UK: 600 000+ - CAN: 240 000+ - FRA: 200 000+ - AUS: 140 000+ - POL: 100 000+ - GER: 75 000+ - DAN: 60 000+ - NZL: 60 000+ - ITA: 50 000+ | - USA: platynowa płyta - MEX: 2× diamentowa + platynowa + złota płyta - UK: 2× platynowa płyta - CAN: 3× platynowa płyta - FRA: 2× platynowa płyta - AUS: 2× platynowa płyta - POL: diamentowa płyta - GER: złota plyta - DAN: 3× platynowa płyta - NZL: 4× platynowa płyta - ITA: platynowa płyta |
| 2022 | Guitar Songs - Data wydania: 21 lipca 2022 - Wytwórnia: Darkroom, Interscope - Format: digital download, streaming                     |                              |                              |                              |                              |                              |                              |                              |                              | | |

### Minialbumy koncertowe
| Rok  | Album |
| ---- | --- |
| 2017 | Up Next Session: Billie Eilish - Data wydania: 20 września 2017 - Wytwórnia: Darkroom, Interscope - Format: digital download, streaming              |
| 2019 | Billie Eilish Live at the Steve Jobs Theater - Data wydania: 19 grudnia 2019 - Wytwórnia: Darkroom, Interscope - Format: digital download, streaming |
| 2021 | Prime Day Show x Billie Eilish - Data wydania: 17 czerwca 2021 - Wytwórnia: Darkroom, Interscope - Format: digital download, streaming               |
| 2022 | Apple Music Live: Billie Eilish - Data wydania: 1 października 2022 - Wytwórnia: Darkroom, Interscope - Format: digital download, streaming          |

## Single

### Jako główny artysta
| Rok  | Utwór                             | Certyfikat | Album                                                                   |
| ---- | --------------------------------- | --- | ----------------------------------------------------------------------- |
| 2016 | „Six Feet Under”                  | - USA: złota płyta - UK: srebrna płyta - AUS: 2× platynowa płyta - FRA: złota płyta - CAN: platynowa płyta - POL: złota płyta                                                                              | Singel niealbumowy                                                      |
| 2016 | „Ocean Eyes”                      | - USA: 3× platynowa płyta - UK: 3× platynowa płyta - MEX: 2× diamentowa + 4× platynowa płyta - FRA: diamentowa płyta - AUS: 10× platynowa płyta - DAN: 4× platynowa płyta - POL: platynowa płyta           | Don’t Smile at Me                                                       |
| 2017 | „Bellyache”                       | - USA: 2× platynowa płyta - UK: platynowa płyta - AUS: 6× platynowa płyta - GER: złota płyta - FRA: złota płyta - BRA: 2× platynowa płyta - MEX: 2× platynowa płyta - POL: 2x platynowa płyta              | Don’t Smile at Me                                                       |
| 2017 | „Bored”                           | - USA: złota płyta - CAN: 3× platynowa płyta - UK: platynowa płyta - FRA: platynowa płyta - BRA: diamentowa płyta - AUS: 3× platynowa płyta - POL: platynowa płyta                                         | 13 Reasons Why (ścieżka dźwiękowa serialu Trzynaście powodów)           |
| 2017 | „Watch”                           | - USA: platynowa płyta - UK: platynowa płyta - AUS: 3× platynowa płyta - FRA: złota płyta - CAN: platynowa płyta - POL: złota płyta                                                                        | Don’t Smile at Me                                                       |
| 2017 | „Copycat”                         | - USA: platynowa płyta - UK: złota płyta - AUS: 2× platynowa płyta - BRA: 2× platynowa płyta - MEX: 2× platynowa płyta - FRA: złota płyta - POL: platynowa płyta                                           | Don’t Smile at Me                                                       |
| 2017 | „Idontwannabeyouanymore”          | - USA: 2× platynowa płyta - UK: platynowa płyta - AUS: 4× platynowa płyta - FRA: platynowa płyta - BRA: 3× platynowa płyta - POL: platynowa płyta                                                          | Don’t Smile at Me                                                       |
| 2017 | „My Boy”                          | - USA: platynowa płyta - UK: złota płyta - AUS: 2× platynowa płyta - CAN: platynowa płyta - BRA: platynowa płyta - FRA: złota płyta - POL: złota płyta                                                     | Don’t Smile at Me                                                       |
| 2017 | „&Burn” (oraz Vince Staples)      | - USA: złota płyta - UK: srebrna płyta - AUS: platynowa płyta - CAN: złota płyta - BRA: złota płyta | Don’t Smile at Me                                                       |
| 2018 | „Bitches Broken Hearts”           | - USA: platynowa płyta - UK: srebrna płyta - CAN: 2× platynowa płyta - AUS: platynowa płyta - BRA: platynowa płyta - POL: złota płyta                                                                      | When We All Fall Asleep, Where Do We Go? (reedycja)                     |
| 2018 | „Lovely” (oraz Khalid)            | - USA: diamentowa płyta - CAN: diamentowa płyta - UK: 3× platynowa płyta - AUS: 13× platynowa płyta - BRA: 4× diamentowa płyta - GER: 3× złota płyta - FRA: platynowa płyta - POL: diamentowa płyta        | 13 Reasons Why: Season 2 (ścieżka dźwiękowa serialu Trzynaście powodów) |
| 2018 | „Party Favor”                     | - USA: złota płyta - UK: srebrna płyta - AUS: platynowa płyta - CAN: złota płyta - BRA: złota płyta | Don’t Smile at Me                                                       |
| 2018 | „You Should See Me in a Crown”    | - USA: 2× platynowa płyta - UK: platynowa płyta - MEX: diamentowa + 4× platynowa + złota płyta - AUS: 4× platynowa płyta - GER: złota płyta - POL: 2× platynowa płyta                                      | When We All Fall Asleep, Where Do We Go?                                |
| 2018 | „When the Party’s Over”           | - USA: 4× platynowa płyta - UK: 3× platynowa płyta - AUS: 11× platynowa płyta - FRA: diamentowa płyta - BRA: 3× diamentowa płyta - GER: platynowa płyta - POL: 4× platynowa płyta                          | When We All Fall Asleep, Where Do We Go?                                |
| 2018 | „Come Out and Play”               | - UK: srebrna płyta - CAN: platynowa płyta - AUS: platynowa płyta - BRA: platynowa płyta - POR: złota płyta                                                                                                | When We All Fall Asleep, Where Do We Go? (edycja japońska)              |
| 2019 | „When I Was Older”                | - CAN: złota płyta - AUS: złota płyta - BRA: złota płyta | Roma (ścieżka dźwiękowa filmu Roma)                                     |
| 2019 | „Bury a Friend”                   | - USA: 3× platynowa płyta - UK: 2× platynowa płyta - AUS: 6× platynowa płyta - BRA: 3× platynowa płyta - CAN: 3× platynowa płyta - FRA: platynowa płyta - GER: złota płyta - POL: 3× platynowa płyta       | When We All Fall Asleep, Where Do We Go?                                |
| 2019 | „Wish You Were Gay”               | - USA: platynowa płyta - UK: platynowa płyta - MEX: diamentowa + złota płyta - AUS: 3× platynowa płyta - BRA: diamentowa płyta - POL: platynowa płyta                                                      | When We All Fall Asleep, Where Do We Go?                                |
| 2019 | „Bad Guy”                         | - USA: diamentowa płyta - UK: 5× platynowa płyta - AUS: 18× platynowa płyta - GER: diamentowa płyta - FRA: diamentowa płyta - BRA: 6× diamentowa płyta - POL: diamentowa płyta                             | When We All Fall Asleep, Where Do We Go?                                |
| 2019 | „All the Good Girls Go to Hell”   | - USA: platynowa płyta - UK: platynowa płyta - BRA: diamentowa płyta - AUS: 2× platynowa płyta - FRA: złota płyta - POL: platynowa płyta                                                                   | When We All Fall Asleep, Where Do We Go?                                |
| 2019 | „Everything I Wanted”             | - USA: 3× platynowa płyta - CAN: 7× platynowa płyta - UK: 2× platynowa płyta - AUS: 8× platynowa płyta - GER: platynowa płyta - FRA: platynowa płyta - BRA: 2× diamentowa płyta - POL: 3× platynowa płyta  | When We All Fall Asleep, Where Do We Go? (edycja japońska)              |
| 2020 | „No Time to Die”                  | - USA: platynowa płyta - CAN: 2× platynowa płyta - UK: platynowa płyta - GER: złota płyta - FRA: platynowa płyta - AUS: 2× platynowa płyta - BRA: 3× platynowa płyta - POL: 2× platynowa płyta             | No Time to Die (ścieżka dźwiękowa filmu Nie czas umierać)               |
| 2020 | „Ilomilo”                         | - USA: złota płyta - UK: złota płyta - FRA: złota płyta - BRA: 2× platynowa płyta - AUS: 2× platynowa płyta - POL: platynowa płyta                                                                         | When We All Fall Asleep, Where Do We Go?                                |
| 2020 | „My Future”                       | - UK: złota płyta - CAN: 2× platynowa płyta - BRA: 3× platynowa płyta - FRA: złota płyta - MEX: platynowa + złota płyta - POL: złota płyta                                                                 | Happier Than Ever                                                       |
| 2020 | „Therefore I Am”                  | - UK: platynowa płyta - MEX: 4× platynowa płyta - AUS: 3× platynowa płyta - GER: złota płyta - FRA: platynowa płyta - BRA: diamentowa płyta - CAN: 4× platynowa płyta - POL: 2× platynowa płyta            | Happier Than Ever                                                       |
| 2021 | „Lo Vas a Olvidar” (oraz Rosalía) | - ESP: złota płyta | Euphoria (ścieżka dźwiękowa serialu Euforia)                            |
| 2021 | „Your Power”                      | - UK: złota płyta - CAN: 2× platynowa płyta - BRA: 3× platynowa płyta - FRA: złota płyta - AUS: 2× platynowa płyta - MEX: złota płyta - POL: złota płyta                                                   | Happier Than Ever                                                       |
| 2021 | „Lost Cause”                      | - CAN: platynowa płyta - UK: srebrna płyta - BRA: 2× platynowa płyta - AUS: platynowa płyta - POL: złota płyta - POR: złota płyta                                                                          | Happier Than Ever                                                       |
| 2021 | „NDA”                             | - UK: srebrna płyta - CAN: platynowa płyta - BRA: 2× platynowa płyta - AUS: platynowa płyta - FRA: złota płyta - MEX: złota płyta - POL: platynowa płyta                                                   | Happier Than Ever                                                       |
| 2021 | „Happier Than Ever”               | - UK: 2× platynowa płyta - CAN: 6× platynowa płyta - BRA: 3× diamentowa płyta - MEX: 3× platynowa płyta - AUS: 5× platynowa płyta - FRA: platynowa płyta - GER: złota płyta - POL: 3× platynowa płyta      | Happier Than Ever                                                       |
| 2021 | „Male Fantasy”                    | - CAN: złota płyta - UK: srebna płyta - BRA: platynowa płyta - AUS: platynowa płyta | Happier Than Ever                                                       |
| 2023 | „Hotline (Edit)”                  | - UK: srebna płyta - AUS: platynowa płyta - FRA: złota płyta - BRA: 2× platynowa płyta - AUS: złota płyta - POL: złota płyta                                                                               | Singel niealbumowy                                                      |
| 2023 | „What Was I Made For?”            | - USA: platynowa płyta - UK: 2× platynowa płyta - AUS: 4× platynowa płyta - CAN: 4× platynowa płyta - FRA: diamentowa płyta - GER: złota płyta - BRA: 2× diamentowa płyta - POL: 2× platynowa płyta        | Barbie: The Album (ścieżka dźwiękowa filmu Barbie)                      |
| 2024 | „Lunch”                           | - USA: platynowa płyta - UK: platynowa płyta - CAN: 3× platynowa płyta - AUS: 3× platynowa płyta - FRA: platynowa płyta - POL: platynowa płyta - NZL: platynowa płyta                                      | Hit Me Hard and Soft                                                    |
| 2024 | „Birds of a Feather”              | - USA: 5× platynowa płyta - UK: 3× platynowa płyta - CAN: 8× platynowa płyta - AUS: 7× platynowa płyta - BRA: 3× diamentowa płyta - GER: platynowa płyta - FRA: diamentowa płyta - POL: 3× platynowa płyta | Hit Me Hard and Soft                                                    |

### Jako artysta gościnny
| Rok  | Utwór                                     | Certyfikat | Album                                                  |
| ---- | ----------------------------------------- | --- | ------------------------------------------------------ |
| 2024 | „Guess” (Charli XCX; gośc. Billie Eilish) | - UK: platynowa płyta - AUS: platynowa płyta - CAN: 2× platynowa płyta - NZL: złota płyta - POL: platynowa płyta - DAN: złota płyta | Brat and It’s Completely Different but Also Still Brat |

### Single promocyjne
| Rok  | Utwór               | Certyfikat | Album                |
| ---- | ------------------- | --- | -------------------- |
| 2024 | „L’Amour de Ma Vie” | - USA: platynowa płyta - UK: srebna płyta - FRA: złota płyta - BRA: 3× platynowa płyta - CAN: platynowa płyta - POR: złota płyta | Hit Me Hard and Soft |

## Inne certyfikowane utwory
| Rok  | Utwór                       | Certyfikat | Album                                    |
| ---- | --------------------------- | --- | ---------------------------------------- |
| 2017 | „Hostage”                   | - USA: platynowa płyta - UK: złota płyta - AUS: 2× platynowa płyta - CAN: platynowa płyta - BRA: platynowa płyta - FRA: złota płyta - POL: złota płyta                                              | Don’t Smile at Me                        |
| 2019 | „Xanny”                     | - USA: platynowa płyta - UK: złota płyta - BRA: 3× platynowa płyta - AUS: 2× platynowa płyta - CAN: złota płyta - POL: złota płyta                                                                  | When We All Fall Asleep, Where Do We Go? |
| 2019 | „8”                         | - USA: złota płyta - UK: srebrna płyta - AUS: platynowa płyta - CAN: platynowa płyta - BRA: platynowa płyta                                                                                         | When We All Fall Asleep, Where Do We Go? |
| 2019 | „My Strange Addiction”      | - USA: platynowa płyta - UK: złota płyta - AUS: 2× platynowa płyta - BRA: 2× platynowa płyta - CAN: platynowa płyta - FRA: złota płyta - POL: złota płyta                                           | When We All Fall Asleep, Where Do We Go? |
| 2019 | „Listen Before I Go”        | - USA: złota płyta - UK: złota płyta - AUS: 2× platynowa płyta - FRA: złota płyta - BRA: 2× platynowa płyta - POL: złota płyta                                                                      | When We All Fall Asleep, Where Do We Go? |
| 2019 | „I Love You”                | - USA: platynowa płyta - UK: platynowa płyta - AUS: 4× platynowa płyta - FRA: platynowa płyta - BRA: diamentowa płyta - POL: platynowa płyta                                                        | When We All Fall Asleep, Where Do We Go? |
| 2019 | „Goodbye”                   | - CAN: platynowa płyta - UK: srebna płyta - BRA: platynowa płyta - AUS: złota płyta | When We All Fall Asleep, Where Do We Go? |
| 2021 | „Getting Older”             | - CAN: złota płyta - UK: srebna płyta - BRA: platynowa płyta - AUS: platynowa płyta | Happier Than Ever                        |
| 2021 | „I Didn’t Change My Number” | - CAN: złota płyta - UK: srebna płyta - BRA: platynowa płyta - AUS: złota płyta | Happier Than Ever                        |
| 2021 | „Billie Bossa Nova”         | - CAN: złota płyta - UK: srebrna płyta - AUS: platynowa płyta - BRA: platynowa płyta - FRA: złota płyta - DAN: złota płyta - POL: złota płyta                                                       | Happier Than Ever                        |
| 2021 | „Oxytocin”                  | - CAN: złota płyta - MEX: platynowa płyta - BRA: 2× platynowa płyta - AUS: złota płyta | Happier Than Ever                        |
| 2021 | „Halley’s Comet”            | - UK: srebna płyta - AUS: złota płyta - BRA: 2× platynowa płyta | Happier Than Ever                        |
| 2021 | „Not My Responsibility”     | - BRA: platynowa płyta - AUS: złota płyta | Happier Than Ever                        |
| 2021 | „Overheated”                | - BRA: platynowa płyta - AUS: złota płyta | Happier Than Ever                        |
| 2021 | „Everybody Dies”            | - BRA: złota płyta - AUS: złota płyta | Happier Than Ever                        |
| 2022 | „TV”                        | - CAN: platynowa płyta - UK: platynowa płyta - BRA: diamentowa płyta - FRA: złota płyta - AUS: platynowa płyta - ESP: złota płyta - POL: złota płyta                                                | Guitar Songs                             |
| 2022 | „The 30th”                  | - CAN: złota płyta - UK: srebna płyta - AUS: platynowa płyta - BRA: złota płyta | Guitar Songs                             |
| 2024 | „Skinny”                    | - USA: złota płyta - UK: srebna płyta - AUS: platynowa płyta - BRA: 2× platynowa płyta - CAN: złota płyta                                                                                           | Hit Me Hard and Soft                     |
| 2024 | „Chihiro”                   | - USA: platynowa płyta - CAN: 2× platynowa płyta - UK: platynowa płyta - BRA: 2× diamentowa płyta - FRA: platynowa płyta - AUS: 2× platynowa płyta - POL: platynowa płyta - BEL: złota płyta        | Hit Me Hard and Soft                     |
| 2024 | „Wildflower”                | - USA: 2× platynowa płyta - UK: platynowa płyta - CAN: 4× platynowa płyta - AUS: 2× platynowa płyta - BRA: 2× diamentowa płyta - FRA: platynowa płyta - NZL: platynowa płyta - POL: platynowa płyta | Hit Me Hard and Soft                     |
| 2024 | „The Greatest”              | - USA: platynowa płyta - UK: srebna płyta - CAN: platynowa płyta - BRA: 3× platynowa płyta - AUS: platynowa płyta                                                                                   | Hit Me Hard and Soft                     |
| 2024 | „The Diner”                 | - USA: złota płyta - UK: srebna płyta - BRA: 2× platynowa płyta - AUS: złota płyta - CAN: złota płyta                                                                                               | Hit Me Hard and Soft                     |
| 2024 | „Bittersuite”               | - USA: złota płyta - CAN: 3× platynowa płyta - BRA: 2× platynowa płyta | Hit Me Hard and Soft                     |
| 2024 | „Blue”                      | - USA: złota płyta - UK: srebna płyta - CAN: platynowa płyta - BRA: diamentowa płyta - FRA: złota płyta - AUS: platynowa płyta - POL: złota płyta                                                   | Hit Me Hard and Soft                     |

## Teledyski
| Rok  | Tytuł                                  | Reżyseria                   |
| ---- | -------------------------------------- | --------------------------- |
| 2016 | „Ocean Eyes”                           | Megan Thompson              |
| 2016 | „Six Feet Under”                       | Billie Eilish               |
| 2016 | „Ocean Eyes” (Dance Performance Video) |                             |
| 2017 | „Bellyache”                            |                             |
| 2017 | „Bored”                                | Miles & AJ                  |
| 2017 | „Watch”                                | Megan Park                  |
| 2018 | „Idontwannabeyouanymore”               |                             |
| 2018 | „Lovely” (oraz Khalid)                 | Matty Peacock, Taylor Cohen |
| 2018 | „Hostage”                              | Henry Scholfield            |
| 2018 | „You Should See Me in a Crown”         | Billie Eilish               |
| 2018 | „When the Party’s Over”                | Carlos López Estrada        |
| 2019 | „Bury a Friend”                        | Michael Chaves              |
| 2019 | „Bad Guy”                              | Dave Meyers                 |
| 2019 | „You Should See Me in a Crown”         | Takashi Murakami            |
| 2019 | „Bad Guy” (Vertical Video)             | Dave Meyers                 |
| 2019 | „All the Good Girls Go to Hell”        | Rich Lee                    |
| 2019 | „Xanny”                                | Billie Eilish               |
| 2020 | „Everything I Wanted”                  | Billie Eilish               |
| 2020 | „My Future”                            | Andrew Onorato              |
| 2020 | „No Time to Die”                       | Daniel Kleinman             |
| 2020 | „Therefore I Am”                       | Billie Eilish               |
| 2021 | „Lo Vas a Olvidar” (oraz Rosalía)      | Nabil                       |
| 2021 | „Your Power”                           | Billie Eilish               |
| 2021 | „Lost Cause”                           | Billie Eilish               |
| 2021 | „NDA”                                  | Billie Eilish               |
| 2021 | „Happier Than Ever”                    | Billie Eilish               |
| 2021 | „Male Fantasy”                         | Billie Eilish               |
| 2023 | „What Was I Made For?”                 | Billie Eilish               |
| 2024 | „Lunch”                                | Billie Eilish               |
| 2024 | „Chihiro”                              | Billie Eilish               |
| 2024 | „Birds of a Feather”                   | Aidan Zamiri                |